# Air Nunavut

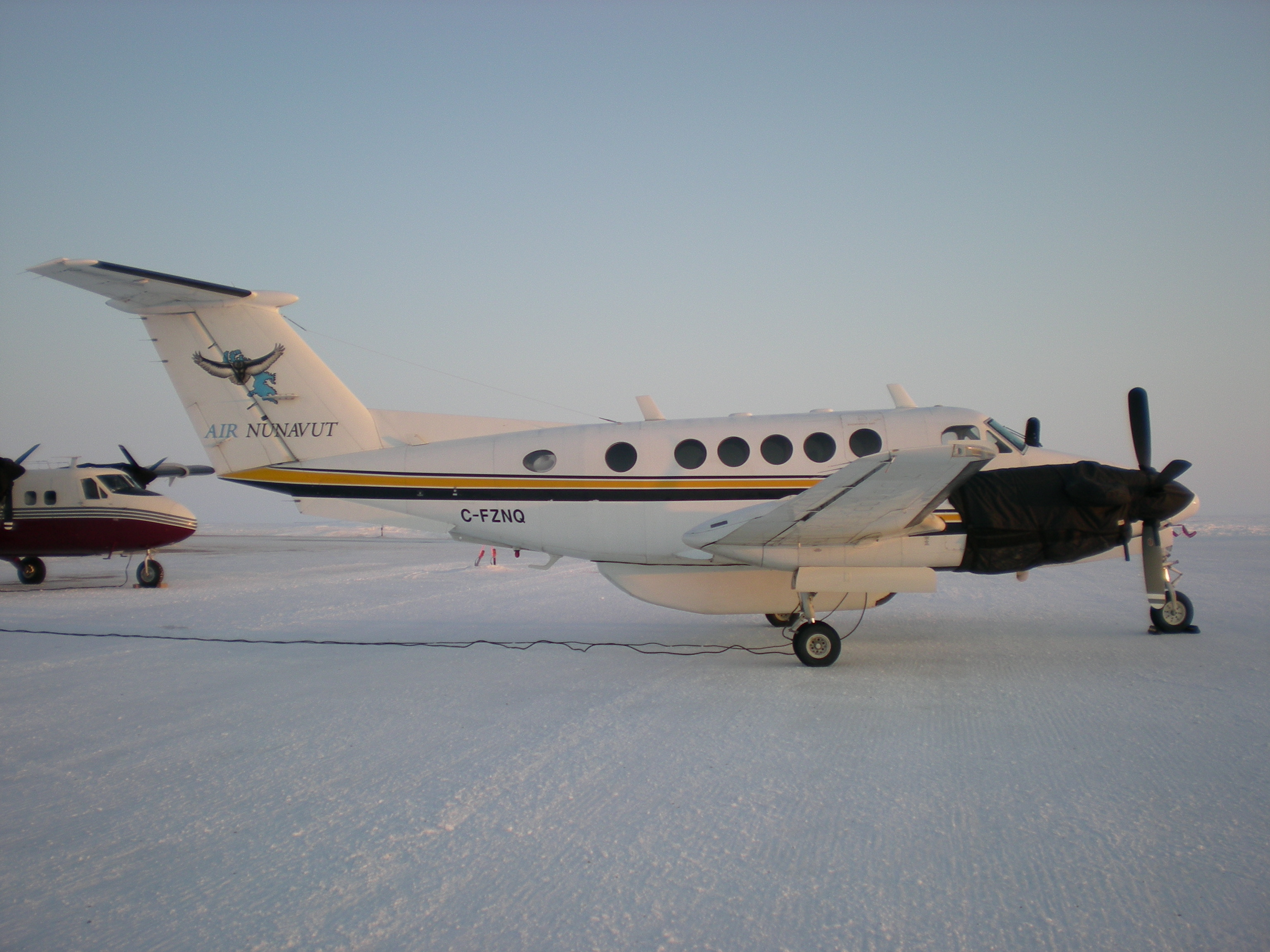
Beechcraft Super King Air 200 Air Nunavut в Аэропорт Кеймбридж-Бей

Air Nunavut — канадская авиакомпания местного значения со штаб-квартирой в городе Икалуит (Нунавут), принадлежащая сообществу инуитов и работающая на рынке чартерных авиаперевозок на территориях восточной канадской Арктики, северного Квебека и Гренландии. Компания также обеспечивает перевозку скорой медицинской помощи по данным территориям.
В качестве главного хаба авиакомпания использует Аэропорт Икалуит.

## История
Авиакомпания была образована в 1989 году под именем Air Baffin для совершения чартерных рейсов в город Икалуит. В мае 1992 года было открыто несколько регулярных рейсов, которые впоследствии были заменены чартерными и сезонными рейсами.

## Флот
По данным Министерства транспорта Канады, в июне 2009 года воздушный флот Air Nunavut состоял из следующих самолётов: